# Habib Allah Dahmani
Habib Allah Dahmani (sinh ngày 16 tháng 10 năm 1993 ở Oujda) là một cầu thủ bóng đá người Maroc thi đấu ở vị trí tiền đạo cho Kenitra.